# 高見澤今朝雄
高見澤今朝雄（日语：／ Takamizawa Kesao，1952年—），日本房地產估價師、昆蟲學家，也是的業餘天文愛好者之一，曾發現數顆彗星、新星及超新星，也因此獲日本天文學會頒發天體發現獎及天體發現功勞獎。

## 天文學發現
由高見澤獨自及共同發現的天體如下：
- 高見澤彗星（98P/Takamizawa）[4]
- 西川·高見澤·多胡彗星（C/1987 B1）
- 高見澤·李維彗星（C/1994 G1）
- 高見澤彗星（C/1994 J2）
- V1425 Aql（位於水瓶座的新星）[5]
- V2487 Oph（位於蛇夫座的新星）[5]
- SN 1996X（位於NGC 5061星系的超新星）[6]
- SN 1999gh（位於NGC 2986星系的超新星）[6]
- CI Aql（位於水瓶座的再發新星）[5]

## 榮譽
編號8720的小行星也以他的名字來命名。

## 著作
- 高見澤今朝雄, , 信毎書籍出版センター, 1997-03
- 高見澤今朝雄, , 信濃毎日新聞社, 2005-10-01, ISBN 978-4784070046
- 高見澤今朝雄 (编), , 農山漁村文化協会, 2010-07, ISBN 978-4540101304
- 木野田君公; 高見澤今朝雄, , 北海道大学出版会, 2013-07, ISBN 9784832913967